# NGC 5064
NGC 5064 est une galaxie spirale située dans la constellation du Centaure. Sa vitesse par rapport au fond diffus cosmologique est de 3 223 ± 18 km/s, ce qui correspond à une distance de Hubble de 47,5 ± 3,3 Mpc (∼155 millions d'al). NGC 5064 a été découverte par l'astronome britannique John Herschel en 1837.

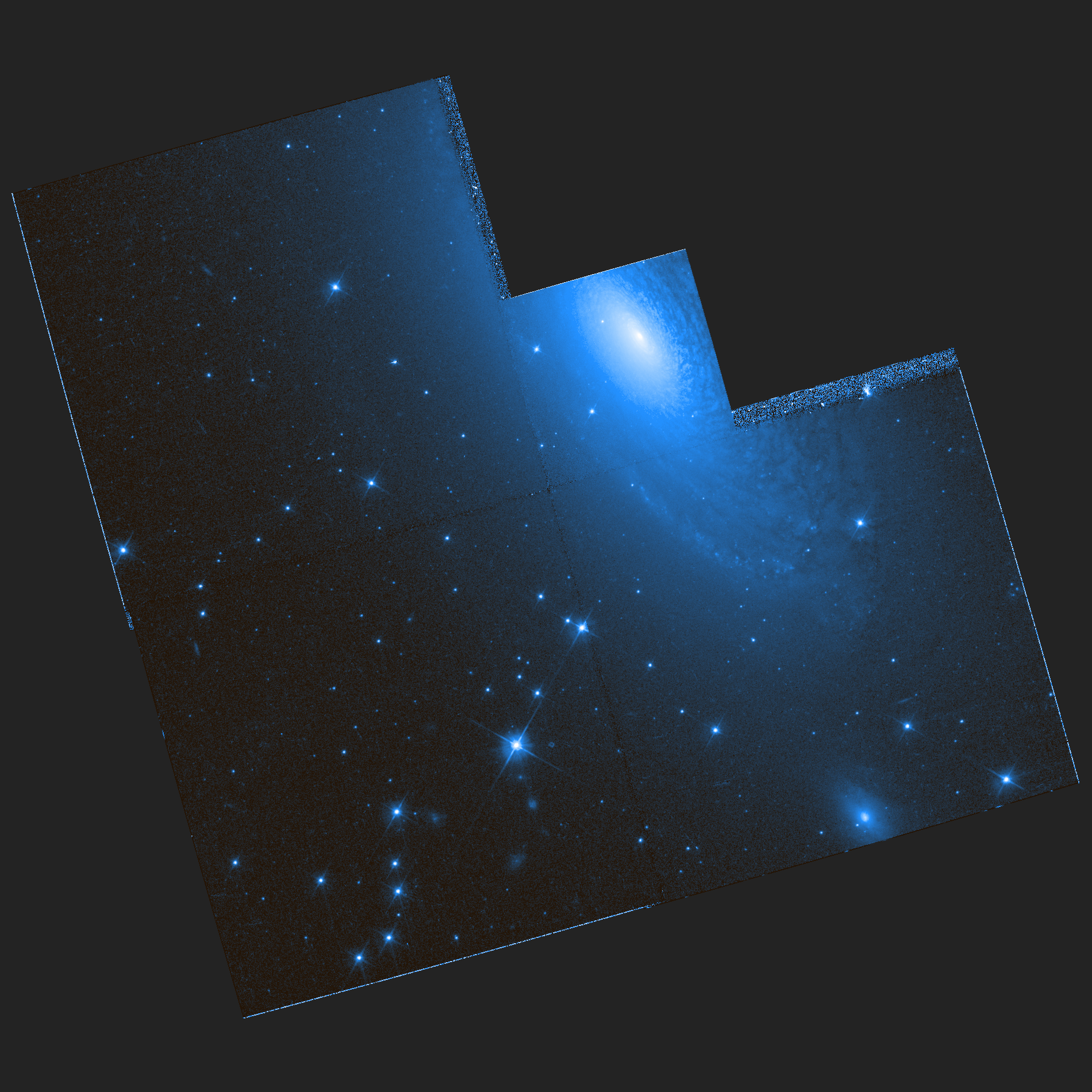
NGC 5064 par le télescope spatial Hubble.

La classe de luminosité de NGC 5064 est II et elle présente une large raie HI. De plus, c'est une galaxie LINER, c'est-à-dire une galaxie dont le noyau présente un spectre d'émission caractérisé par de larges raies d'atomes faiblement ionisés.
À ce jour, 13 mesures non basées sur le décalage vers le rouge (redshift) donnent une distance de 41,623 ± 5,897 1 Mpc (∼136 millions d'al), ce qui est à l'intérieur des valeurs de la distance de Hubble. Notons cependant que c'est avec la valeur moyenne des mesures indépendantes, lorsqu'elles existent, que la base de données NASA/IPAC calcule le diamètre d'une galaxie et qu'en conséquence le diamètre de NGC 5064 pourrait être d'environ 64,2 kpc (∼209 000 al) si on utilisait la distance de Hubble pour le calculer.

## Groupe de NGC 5156
Selon A.M. Garcia, NGC 5064 fait partie du groupe de NGC 5156. Ce groupe de galaxies compte au moins neuf membres. Les autres galaxies du groupe sont NGC 5156, ESO 269-57, ESO 269-74, ESO 269-85, ESO 220-8, ESO 269-80, ESO 269-90 et ESO 269-74A (=PGC 46030).